# Tiheda
Tiheda (Duits: Tihhoda; Russisch: Тихотка, ‘Tichotka’) is een plaats in de Estlandse gemeente Mustvee, provincie Jõgevamaa. De plaats telt 131 inwoners (2021) en heeft de status van dorp (Estisch: küla). De plaats ligt aan het Peipusmeer.
Tot in oktober 2017 lag Tiheda in de gemeente Kasepää. In die maand werd Kasepää bij de gemeente Mustvee gevoegd.
Het zangstadion Kasepää laululava is vernoemd naar het buurdorp Kasepää, maar het ligt op het grondgebied van Tiheda, net als het Peipsimaa Muuseum, dat gewijd is aan het leven aan het Peipusmeer, met de nadruk op de oudgelovigen, die in deze regio een belangrijke rol  hebben gespeeld. Beide gebouwen liggen langs Sõpruse, de boulevard langs de kust van het Peipusmeer.
De kustplaatsen Kasepää, Tiheda, Kükita en Raja langs het meer worden samen wel Tänavküla (‘Straatdorp’) genoemd. In deze dorpen wonen van oudsher veel oudgelovigen.

## Geschiedenis
Tiheda werd voor het eerst genoemd in 1601 als vissersdorp aan het Peipusmeer onder de naam Tichuta. In 1657 stond het dorp bekend onder de naam Tihit. Het lag op het landgoed van Somel (Vaiatu). Van oudsher werd het dorp bewoond door Russen. Het werd daarom ook wel Veneküla (Russendorp) genoemd. In de late 17e en vroege 18e eeuw vestigden zich veel oudgelovigen in het dorp en de kuststrook waarvan het deel uitmaakte.
Tussen 1977 en 1998 maakten Tiheda en Kükita deel uit van Raja, dat in die periode de status van vlek had. In 1998, nadat Tiheda en Kükita weer waren afgesplitst, werd Raja opnieuw een dorp.

## Foto's

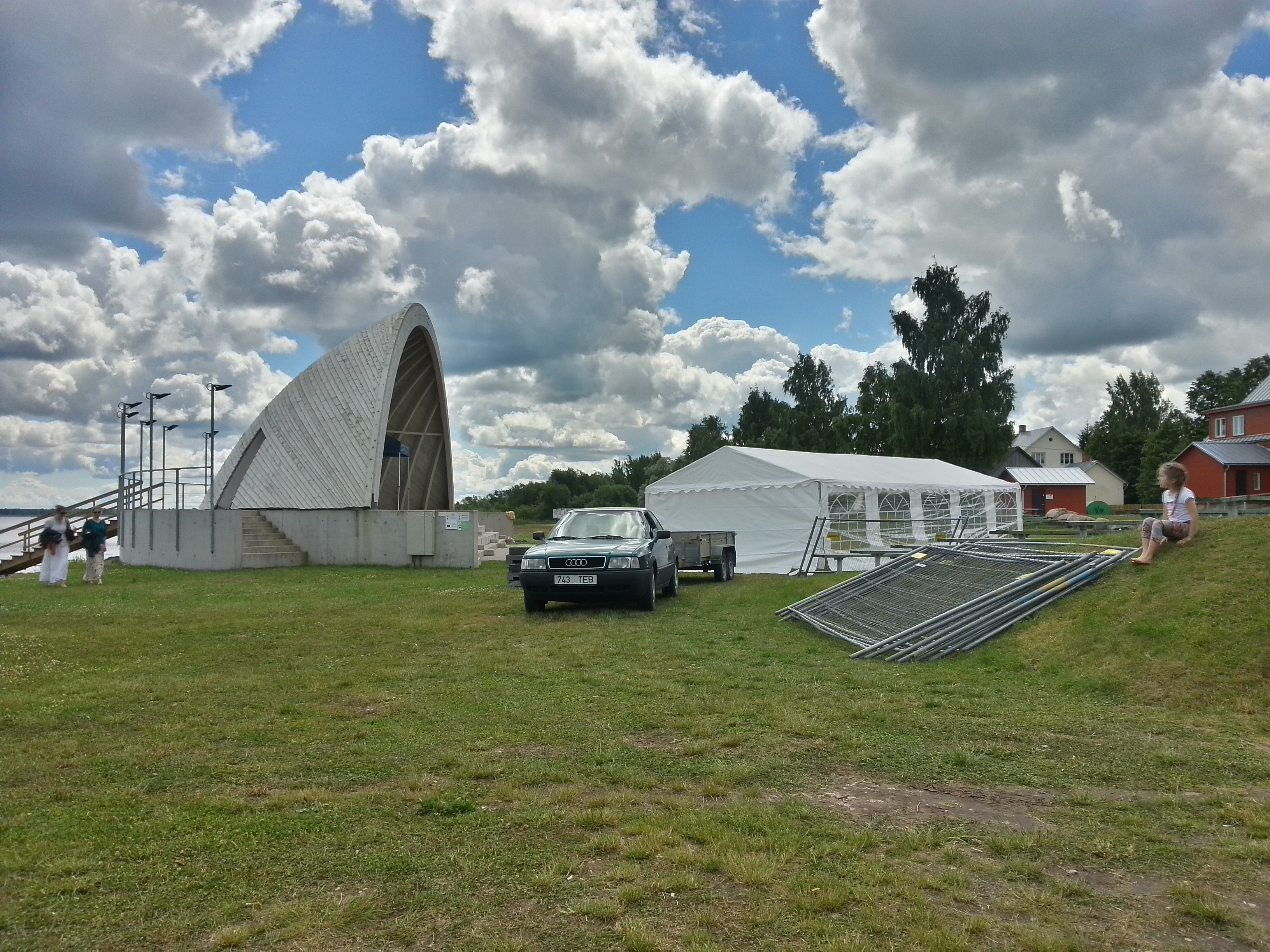
Het Kasepää laululava
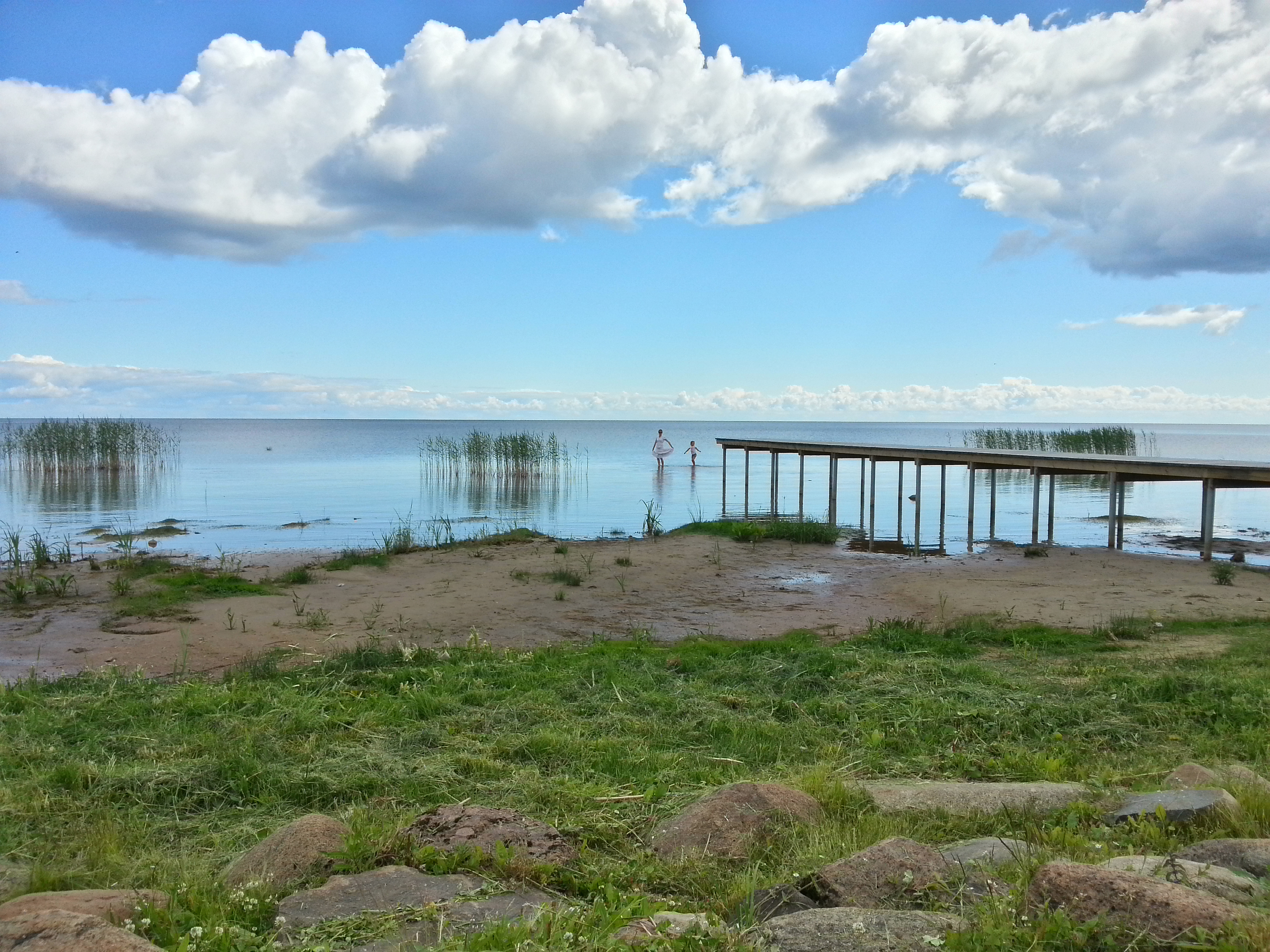
De kust bij Tiheda